# マツムシソウ目
マツムシソウ目（マツムシソウもく、Dipsacales）は、双子葉植物の目の1つ。46属に約1000種を含む。所属する科は分類体系による異同が少なく、明確な分類群といえる。ただし近年のAPG植物分類体系により、従来のスイカズラ科が分割されるなど、科の再編が行われた。APG IIIでは、レンプクソウ科以外を広義スイカズラ科としてまとめる。

## 分類(APG植物分類体系)
- レンプクソウ科 Adoxaceae - 5属200種
- タニウツギ科 Diervillaceae - 2属16種
- スイカズラ科 Caprifoliaceae - 5属220種
- リンネソウ科 Linnaeaceae - 7属36種 （イワツクバネウツギ属 Zabelia を含む）
- モリナ科 Morinaceae - 3属13種
- オミナエシ科 Valerianaceae - 17属315種
- マツムシソウ科 Dipsacaceae - 11属290種

|  | アムボレラ目 スイレン目 アウストロバイレヤ目 センリョウ目 カネラ目 コショウ目 クスノキ目 モクレン目 ショウブ目 オモダカ目 ヤマノイモ目 タコノキ目 ユリ目 キジカクシ目 ダシポゴン科 ヤシ目 イネ目 ツユクサ目 ショウガ目 マツモ目 キンポウゲ目 アワブキ科 ヤマモガシ目 ツゲ目 ヤマグルマ目 グンネラ目 ハマビシ目 ニシキギ目 キントラノオ目 カタバミ目 マメ目 バラ目 ウリ目 ブナ目 フウロソウ目 フトモモ目 クロッソソマ目 ムクロジ目 フエルテア目 アブラナ目 アオイ目 ブドウ目 ユキノシタ目 ビワモドキ科 ベルベリドプシス目 ビャクダン目 ナデシコ目 ミズキ目 ツツジ目 ガリア目 リンドウ目 シソ目 ナス目 モチノキ目 セリ目 キク目 マツムシソウ目 |

## 過去の分類体系

### クロンキスト体系
クロンキスト体系ではキク亜綱の中にあり、4科を含む。
- 双子葉植物綱 class Magnoliopsida
  - キク亜綱 subclass Asteridae
    - マツムシソウ目 order Dipsacales
      - スイカズラ科 family Caprifoliaceae
      - レンプクソウ科 family Adoxaceae
      - オミナエシ科 family Valerianaceae
      - マツムシソウ科 family Dipsaceae

### 新エングラー体系
新エングラー体系では双子葉植物綱の古生花被植物亜綱にある。クロンキストと所属する科は同一で、認識の容易な分類群であることを示している。
- 双子葉植物綱 class Dicotyledoneae
  - 合弁花植物亜綱 subclass Sympetalae
    - マツムシソウ目 order Dipsacales
      - スイカズラ科 family Caprifoliaceae
      - レンプクソウ科 family Adoxaceae
      - オミナエシ科 family Valerianaceae
      - マツムシソウ科 family Dipsacaceae